# Авичи (диджей)
Ави́чи (англ. Avicii), настоящее имя Тим Берглинг (англ. Tim Bergling; 8 сентября 1989, Стокгольм — 20 апреля 2018, Маскат, Оман) — шведский диджей и музыкальный продюсер. Музыкант также использовал псевдонимы Тим Берг (англ. Tim Berg) и Том Хангс (англ. Tom Hangs). Авичи прославился в 2010 году благодаря синглам «My Feelings for You», «Seek Bromance», «Blessed» и в 2011 выпустил сингл «Levels», ставший большим толчком в карьере Тима. По данным журнала Forbes, в 2013 году он входил в десятку самых высокооплачиваемых диджеев мира с годовым доходом в 20 млн долларов. В 2018 году занял 15 место в списке лучших диджеев мира по версии DJ Magazine (посмертно).

## Ранние годы
Тим Берглинг родился в Стокгольме 8 сентября 1989 года в семье Класа Берглинга, который занимался канцелярскими товарами, и актрисы Анки Лиден. У него двое братьев и одна сестра: Давид Берглинг, Линда Стернер и актёр Антон Керберг. Вдохновленный примером своего брата, который также был диджеем, он начал заниматься музыкой в возрасте 16 лет и освоил FL Studio. В мае 2007 года Берглинг подписал контракт с лейблом Dejfitts Plays. Он был участником форумов Laidback Luke, где совершенствовал свое мастерство и время от времени демонстрировал стиль дип-хаус.

## Карьера
Он начал карьеру, сделав ремикс на музыкальную тему из видеоигры Lazy Jones, и позднее записал собственный трек «Lazy Lace», который вскоре был выпущен на Strike Recordings. На его музыку повлияли в частности Бэйсхантер, Лейдбэк Люк, Стив Анжелло, Tocadisco, Daft Punk, Эрик Придз и Аксвелл. Выиграв приз программы Пита Тонга Fast Trax, Авичи получил много предложений и в апреле 2008 года выпустил трек «Manman» на лейбле Тонга Bedroom Bedlam. В мае того же года он подписал контракты с At Night Management и Vicious Grooves. Тогда же он взял себе псевдоним Avicii, что на санскрите означает восьмой, самый дальний круг ада, куда попадают преступники и где они возрождаются вновь. Он взял этот псевдоним, когда при регистрации на сайте Myspace выяснилось, что его настоящее имя уже было занято.
Летом 2011 года британская певица Леона Льюис представила песню «Collide», в качестве инструментальной составляющей которой был использован отрывок из трека Авичи «Penguin», исполняемого им на концертах с конца 2010 года. Разрешение на семплирование не было получено, и после скандала с обвинениями в плагиате и угрозами судебного разбирательства сингл Льюис был выпущен с указанием Авичи как соавтора. Осенью того же года его сингл «Levels» стал международным хитом: в Великобритании, Австрии и Германии ему удалось войти в десятку, а в родной Швеции диджей впервые занял вершину чарта. Этот трек был положен также в основу песни Флоу Райды «Good Feeling», которая пользовалась большой популярностью во всём мире и занимала лидирующие позиции в музыкальных чартах. В рейтинге журнала DJ Magazine за 2011 год Авичи поднялся с 39-го на шестое место, а в следующем году вошёл в первую тройку.
В январе 2012 года Берглинг был госпитализирован на 11 дней с острым панкреатитом, вызванным чрезмерным употреблением алкоголя.
На 54-й церемонии «Грэмми» он вместе с Давидом Геттой были номинированы в категории «Лучшая танцевальная запись» за их совместный трек «Sunshine». В 2013 году ещё одну номинацию на «Грэмми» получил его трек «Levels» как лучшая танцевальная запись.
13 сентября 2013 года выпустил свой дебютный студийный альбом True, который получил платиновые сертификации в таких странах, как Австрия, Канада, Мексика, Норвегия, Польша, Швеция и Великобритания.
В 2014 году он выступил сопродюсером композиции «A Sky Full of Stars» группы Coldplay. В том же году он был соавтором песни Dar um Jeito (We will find a way) (официальный гимн UEFA-2014).
2 октября 2015 года выпустил свой второй студийный альбом под названием Stories.
29 марта 2016 года заявил об окончании публичных выступлений и туров. При этом 28 августа этого же года он провел свой последний концерт на Ushuaia Ibiza Beach Hotel.
В документальном фильме 2017 года «Avicii: Правдивые истории», снятом его близким и давним коллегой Леваном Цикуришвили, Берглинг рассказал о своих физических и психических проблемах. Документальный фильм показывает давление со стороны его руководства, которое настаивало, чтобы он продолжал выступать в прямом эфире, несмотря на его отказы.
10 августа 2017 года выпустил мини-альбом под названием AVĪCI (01), состоящий из 6 песен.
В 2018 году треки артиста «Levels» и «Heaven» записанные с вокалом Крисом Мартином, вошли в топ 10 самых прослушиваемых треков по версии 1001tracklists.

## Личная жизнь
В юности Берглинг любил играть в игру World of Warcraft. Он начал страдать от тревожного расстройства в раннем возрасте, родители водили его к психотерапевту в возрасте 14 лет.
С 2011 по 2013 год он встречался с Эмили Голдберг, американской студенткой. Затем состоял в отношениях с Ракель Бетанкур, канадской студенткой и моделью, они жили вместе в Калифорнии, прежде чем расстаться в конце 2014 года. На момент своей смерти он жил с Терезой Качеровой, моделью, они решили сохранить свои отношения в тайне.
В 2014 году Берглинг перенёс операцию по удалению аппендикса и жёлчного пузыря. В связи с этим на фестивале UMF в Майами, где он должен был выступать, его заменил диджей Deadmau5.
Во время отдыха он занялся трансцендентальной медитацией, которая, по его мнению, уменьшила беспокойство, и начал посещать психотерапевта.

## Самоубийство и последующие события
20 апреля 2018 года Тим Берглинг был найден мёртвым в гостевом доме в Омане. Похоронен на кладбище Скугсчюркогорден.
1 мая таблоид TMZ сообщил, что причиной смерти Авичи стало самоубийство путём нанесения самому себе травм разбитой бутылкой, Берглинг умер от потери крови.

По данным журнала GQ, в качестве ключевых причин самоубийства называлось давление со стороны руководства и поклонников, которые заставляли Авичи гастролировать и поддерживать свой имидж. В заявлении из статьи говорится: 
Берглинг боялся расстроить фанатов. Он тяжело переживал тот поток ненависти, который обрушивался на него после отмены концертов.
Его менеджер, Араш Пурноури, признал, что знал о тревогах Берглинга, но отказался назвать их причиной его психического расстройства. Более того, его руководящая команда узнала о его пристрастии к болеутоляющим только в ноябре 2014 года. Они оказывали ему помощь два раза, ни один из которых не увенчался успехом. Пурноури перенёс многие концерты, чтобы Берглинг восстановился в Стокгольме. Обнаружив ранее проблемы с алкоголем у своего подопечного, Пурнуори решил запретить своим промоутерам предлагать ему алкоголь, опустошив его мини-бар и сосредоточившись на его выздоровлении. Однако проблемы усугубились, когда его не было рядом с Берглингом.
Вопреки желанию Берглинга, Пурнуори отменил ещё два мировых тура, которые принесли бы примерно 2,9 миллиона долларов прибыли.
В апреле 2019 года было объявлено, что альбом «Tim», над которым Avicii работал до своей смерти, будет выпущен 6 июня 2019 года. Первый сингл «SOS» был выпущен 10 апреля. Все доходы от продажи альбома будут идти в фонд Тима Берглинга.

## Дискография

### Альбомы
- Muja EP (мини-альбом, 2009)
- The Singles (сборник, 2009)
- Avicii Presents Strictly Miami (микс, 2011)
- True (студийный, 2013)
- True (Avicii by Avicii) (ремикс, 2014)
- The Days / Nights EP (мини-альбом, 2014)
- Pure Grinding / For a Better Day (мини-альбом, 2015)
- Stories (студийный, 2015)
- Avīci (01) (мини-альбом, 2017)
- TIM (студийный, 2019)
- AVICII FOREVER (студийный, 2025)

### Синглы
|      | Сингл                              | Высшее место в хит-параде | Высшее место в хит-параде | Высшее место в хит-параде | Высшее место в хит-параде | Высшее место в хит-параде | Высшее место в хит-параде | Высшее место в хит-параде | Высшее место в хит-параде | Высшее место в хит-параде | Высшее место в хит-параде | Высшее место в хит-параде |
| SE   | Сингл                              | NL                        | AT                        | DK                        | NO                        | BE (Vl)                   | BE (Wa)                   | CH                        | IR                        | GB                        | US                        |                           |
| ---- | ---------------------------------- | ------------------------- | ------------------------- | ------------------------- | ------------------------- | ------------------------- | ------------------------- | ------------------------- | ------------------------- | ------------------------- | ------------------------- | ------------------------- |
| 2008 | «Sound of Now»                     | —                         | —                         | —                         | —                         | —                         | —                         | —                         | —                         | —                         | —                         | —                         |
| 2009 | «Muja EP»                          | —                         | —                         | —                         | —                         | —                         | —                         | —                         | —                         | —                         | —                         | —                         |
| 2009 | «Alcoholic»*                       | —                         | —                         | —                         | —                         | —                         | —                         | —                         | —                         | —                         | —                         | —                         |
| 2009 | «Ryu-Strutnut»                     | —                         | —                         | —                         | —                         | —                         | —                         | —                         | —                         | —                         | —                         | —                         |
| 2010 | «Bom»                              | —                         | —                         | —                         | —                         | —                         | —                         | —                         | —                         | —                         | —                         | —                         |
| 2010 | «Bromance»*                        | 16                        | 5                         | —                         | —                         | —                         | 1                         | 4                         | —                         | —                         | —                         | —                         |
| 2010 | «Malo»                             | —                         | —                         | —                         | —                         | —                         | —                         | —                         | —                         | —                         | —                         | —                         |
| 2010 | «Seek Bromance»*                   | 20                        | —                         | 53                        | 5                         | 4                         | —                         | —                         | 13                        | —                         | 13                        | —                         |
| 2011 | «Street Dancer»                    | —                         | 67                        | —                         | —                         | —                         | —                         | —                         | —                         | —                         | —                         | —                         |
| 2011 | «Sweet Dreams»                     | —                         | —                         | —                         | —                         | —                         | —                         | —                         | —                         | —                         | —                         | —                         |
| 2011 | «Jailbait»                         | —                         | —                         | —                         | —                         | —                         | —                         | —                         | —                         | —                         | —                         | —                         |
| 2011 | «Blessed»** (при уч. Shermanology) | —                         | 22                        | —                         | —                         | —                         | —                         | —                         | —                         | —                         | —                         | —                         |
| 2011 | «Fade into Darkness»               | 4                         | —                         | —                         | —                         | —                         | —                         | —                         | —                         | —                         | —                         | —                         |
| 2011 | «Penguin»                          | —                         | 60                        | —                         | —                         | —                         | —                         | —                         | —                         | —                         | —                         | —                         |
| 2011 | «Levels»                           | 1                         | 3                         | 4                         | 3                         | 1                         | 4                         | 5                         | 5                         | 3                         | 4                         | 60                        |
| 2012 | «Silhouettes»                      | 11                        | 43                        | 26                        | 27                        | —                         | —                         | —                         | —                         | 27                        | 22                        | —                         |
| 2013 | «X You»                            | 19                        | 83                        | —                         | —                         | —                         | 34                        | —                         | —                         | —                         | 47                        | —                         |
| 2013 | «Wake Me Up»                       | 1                         | 1                         | 1                         | 1                         | 1                         | 1                         | 1                         | 1                         | 1                         | 1                         | 4                         |
| 2013 | «You Make Me»                      | 1                         | 20                        | 7                         | 34                        | 6                         | 20                        | 26                        | 29                        | 10                        | 5                         | 85                        |
| 2013 | «Hey Brother»                      | 1                         | 2                         | 1                         | 2                         | 1                         | 3                         | 1                         | 1                         | 2                         | 2                         | 16                        |
| 2014 | «Addicted To You»                  | 11                        | 10                        | 3                         | 24                        | 16                        | 5                         | 5                         | 4                         | 8                         | 14                        | —                         |
| 2014 | «Lay Me Down»                      | 39                        | —                         | 17                        | —                         | —                         | 4                         | 2                         | 41                        | 94                        | 200                       | —                         |
| 2014 | «The Days»                         | 1                         | 16                        | 3                         | 4                         | 2                         | 2                         | 2                         | 8                         | 27                        | 16                        | 78                        |
| 2014 | «The Nights»                       | 2                         | 20                        | 6                         | 22                        | 3                         | 14                        | 29                        | 17                        | 7                         | 6                         | —                         |
| 2015 | «Feeling Good»                     | 27                        | —                         | —                         | —                         | —                         | —                         | —                         | —                         | —                         | —                         | —                         |
| 2015 | «Waiting for Love»                 | 1                         | 5                         | 1                         | 5                         | 1                         | 15                        | 10                        | 7                         | 2                         | 6                         | —                         |
| 2015 | «Pure Grinding»                    | 19                        | —                         | 71                        | —                         | —                         | —                         | —                         | —                         | —                         | —                         | —                         |
| 2015 | «For a Better Day»                 | 5                         | 22                        | 10                        | —                         | 15                        | —                         | —                         | 29                        | 60                        | 68                        | —                         |
| 2015 | «Broken Arrows»                    | 4                         | 86                        | 70                        | —                         | —                         | —                         | —                         | 57                        | 74                        | —                         | —                         |
| 2015 | «Ten More Days»                    | 45                        | —                         | —                         | —                         | —                         | —                         | —                         | —                         | —                         | —                         | —                         |
| 2015 | «Gonna Love Ya»                    | 5                         | —                         | —                         | —                         | —                         | —                         | —                         | —                         | —                         | —                         | —                         |
| 2016 | «Taste the Feeling»                | 60                        | —                         | 17                        | —                         | —                         | —                         | —                         | —                         | —                         | —                         | —                         |
| 2017 | «Without You»                      | 1                         | 18                        | 7                         | 11                        | 3                         | 15                        | 15                        | 16                        | 19                        | 32                        | —                         |
| 2017 | «Lonely Together»                  | 3                         | 28                        | 23                        | 38                        | 20                        | 36                        | 46                        | 33                        | 5                         | 4                         | —                         |
| 2019 | «SOS»                              | 1                         | 2                         | 4                         | —                         | 2                         | 2                         | 7                         | 3                         | —                         | 6                         | 68                        |

* Под псевдонимом Tim Berg.

** Под псевдонимом Tom Hangs.

#### Совместные синглы
| 2009 | «Even» (Avicii and Sebastien Drums)                                   | —  | —  | —  | —  | — | —  |
| 2009 | «Break da Floor» (Ralph vs. Avicii)                                   | —  | —  | —  | —  | — | —  |
| 2010 | «My Feelings for You» (Avicii and Sebastien Drums)                    | 37 | 51 | 34 | 40 | — | 46 |
| 2010 | «iTrack» (Tim Berg vs. Oliver Ingrosso & Otto Knows)                  | —  | 53 | —  | —  | — | —  |
| 2010 | «Tweet It» (Tim Berg, Norman Doray, Sebastien Drums)                  | —  | —  | —  | —  | — | —  |
| 2010 | «Insomnia» (Starkillers, Pimp Rockers, Tom Hangs & Marco Machiavelli) | —  | —  | —  | —  | — | —  |
| 2010 | «Don’t Hold Back» (Jovicii feat. Andy P)                              | —  | —  | —  | —  | — | —  |
| 2011 | «Snus» (Avicii and Sebastien Drums)                                   | —  | —  | —  | —  | — | —  |
| 2011 | «Collide» (Leona Lewis / Avicii)                                      | —  | —  | 29 | —  | 3 | 4  |
| 2012 | «I Could Be the One» (Avicii vs Nicky Romero)                         | 3  | 15 | 15 | 26 | 3 | 1  |

### Ремиксы
2009
- «New New New» (Avicii Remix) — Bob Sinclar

2010
- «Gettin’ Over You» (Avicii Vocal + Dub Remix) — David Guetta (Feat. Chris Willis, LMFAO & Fergie)
- «Hang With Me» (Avicii’s Exclusive Club Mix) — Robyn
- «Escape Me» (Avicii’s Remix At Night) — Tiësto (Feat. CC Sheffield)
- «Rapture» (Avicii’s New Generation Mix) — Nadia Ali
- «One Love» (Avicii Remix) — David Guetta (Feat. Estelle)

2011
- «Drowning» (Avicii Remix) — Armin Van Buuren
- «Derezzed» (Avicii Remix) — Daft Punk
- «Every Teardrop Is a Waterfall» (Avicii ‘Tour’ Mix) — Coldplay

2012
- «Girl Gone Wild» (Avicii’s UMF Mix) — Madonna
- «Superlove» (Avicii’s Space Mix) — Lenny Kravitz

2015
- «Insomnia 2.0» (Avicii Remix) — Faithless

2016
- «Beautiful Heartbeat» (Avicii Remix) — Morten Breum

2017
- «So Much Better» (Avicii Remix Avīci (01)) — Sandro Cavazza

## Память
В мае 2021 года в честь Тима Берглинга в Стокгольме многофункциональная арена «Ericsson Globe Arena» была переименована в «Авичи Арену».